# 쓰쓰미 소이치로
쓰쓰미 소이치로(일본어: 堤 奏一郎, 2001년 10월 5일~)는 일본의 축구 선수이다.

## 구단 경력
그는 2024년 J3리그의 FC 오사카에 입단했다.